# Anna Lichodzijewska
Anna Lichodzijewska, z d. Majzbuchowska (ur. 15 listopada 1956) – polska siatkarka, mistrzyni i reprezentantka Polski.

## Życiorys
W 1975 reprezentowała Polskę na mistrzostwach Europy juniorek, zajmując z drużyną szóste miejsce. W reprezentacji Polski seniorek debiutowała 15 czerwca 1976 w towarzyskim spotkaniu z Węgrami. Wystąpiła na mistrzostwach świata w 1978 (11. miejsce) oraz trzykrotnie na mistrzostwach Europy (1979 – 8 m., 1981– 5 m., 1983 – 9 m.). Zakończyła karierę reprezentacyjną meczem mistrzostw Europy z Czechosłowacją – 25 września 1983. Łącznie w I reprezentacji Polski wystąpiła w 139 spotkaniach, w tym 107 oficjalnych.
Była zawodniczką Gedanii, a następnie, w latach 1979–1985, występowała w drużynie Czarnych Słupsk, zdobywając mistrzostwo Polski (1985) oraz dwukrotnie wicemistrzostwo (1983, 1984) i dwukrotnie brązowy medal mistrzostw Polski (1980 i 1981). W 1986 wyjechała do Belgii i grała tam w lidze kolejne 10 lat. M.in. w 1990 została uznana najlepszą zawodniczką ligi.
Ukończyła studia na Akademii Wychowania Fizycznego w Gdańsku.
Jest mamą koszykarza Aleksandra Lichodzijewskiego.